# Squamigryllus squamipterus
Squamigryllus squamipterus är en insektsart som först beskrevs av Sigfrid Ingrisch 1987.  Squamigryllus squamipterus ingår i släktet Squamigryllus och familjen syrsor. Inga underarter finns listade i Catalogue of Life.